# Etnies
Etnies – amerykańska firma obuwnicza z siedzibą w Lake Forest, Kalifornia wchodząca w skład Sole Technology, Inc. firmy silnie związanej z jazdą na deskorolce. Etnies jest głównie twórcą i projektantem butów przeznaczonych do jazdy na deskorolce, ale z czasem firma zaczęła tworzyć również ubrania i buty dla snowboarderów, BMX i motocrossowców oraz surferów.
Firma założona została we Francji w 1986. Pierwotnie marka ta nosiła nazwę "Etnics", nazwa została zaczerpnięta ze słowa "etniczny", co wskazywało na subkulturę skate. Później nazwę zmieniono na "etnies". W roku 1989 Pierre André rozpoczął sprzedaż produktów firmy na rynku amerykańskim.
Etnies sponsoruje wiele zawodów sportowych w dyscyplinach tj. jazda na deskorolce, snowboarding, surfing, BMX i motocross. Znani światowi sportowcy są sponsorowani przez Etnies np.:  Rune Glifberg, Jason Dill, Ryan Sheckler, Kyle Leeper, Chris Malloy, Jamie Bestwick, William Torres, Aaron Ross, JP Walker, Bryan Deegan.
Także w Polsce Etnies wspiera sportowców i muzyków. Etnies dla BMX - w teamie jeździ Janek Pietruczuk, muzycznie wspierany jest zespół Lipali.